# Box-office France 1947
Cet article traite du box-office de 1947 en France.

## Les films de plus de deux millions d'entrées
| Classement | Titre                               | Pays                                       | Réalisateur                     | Box-office France |
| ---------- | ----------------------------------- | ------------------------------------------ | ------------------------------- | ----------------- |
| 1.         | Le Bataillon du ciel                |                                            | Alexander Esway                 | 8 649 691 entrées |
| 2.         | Pour qui sonne le glas              |                                            | Sam Wood                        | 8 274 596 entrées |
| 3.         | Monsieur Vincent                    |                                            | Maurice Cloche                  | 7 055 290 entrées |
| 4.         | Pas si bête                         | André Berthomieu                           | 6 195 419 entrées               |                   |
| 5.         | Quai des Orfèvres                   | Henri-Georges Clouzot                      | 5 544 721 entrées               |                   |
| 6.         | Rebecca                             |                                            | Alfred Hitchcock                | 5 099 921 entrées |
| 7.         | Le Diable au corps                  |                                            | Claude Autant-Lara              | 4 763 241 entrées |
| 8.         | Les Plus Belles Années de notre vie |                                            | William Wyler                   | 4 689 305 entrées |
| 9.         | Les Aventures de Casanova           |                                            | Jean Boyer                      | 4 417 187 entrées |
| 10.        | Le silence est d'or                 |                                            | René Clair                      | 4 179 882 entrées |
| 11.        | Dumbo                               |                                            | Ben Sharpsteen                  | 3 963 262 entrées |
| 12.        | La Valse dans l'ombre               | Mervyn LeRoy                               | 3 946 313 entrées               |                   |
| 13.        | Torrents                            |                                            | Serge de Poligny                | 3 939 255 entrées |
| 14.        | Le Mariage de Ramuntcho             | Max de Vaucorbeil                          | 3 796 888 entrées               |                   |
| 15.        | Le Chanteur inconnu                 | André Cayatte                              | 3 623 739 entrées               |                   |
| 16.        | Antoine et Antoinette               | Jacques Becker                             | 3 616 376 entrées               |                   |
| 17.        | Casablanca                          |                                            | Michael Curtiz                  | 3 574 443 entrées |
| 18.        | Bethsabée                           |                                            | Léonide Moguy                   | 3 498 990 entrées |
| 19.        | Le Fils de Robin des Bois           |                                            | Henry Levin / George Sherman    | 3 410 235 entrées |
| 20.        | Arènes sanglantes                   | Rouben Mamoulian                           | 3 308 783 entrées               |                   |
| 21.        | L'Aigle des mers                    | Michael Curtiz                             | 3 280 538 entrées               |                   |
| 22.        | Les Desperados                      | Charles Vidor                              | 3 144 586 entrées               |                   |
| 23.        | San Antonio                         | David Butler / Robert Florey / Raoul Walsh | 3 038 887 entrées               |                   |
| 24.        | Les Trois Cousines                  |                                            | Jacques Daniel-Norman           | 3 031 747 entrées |
| 25.        | Un flic                             | Maurice de Canonge                         | 2 832 912 entrées               |                   |
| 26.        | Pavillon noir                       |                                            | Frank Borzage                   | 2 819 971 entrées |
| 27.        | Schéhérazade                        | Walter Reisch                              | 2 802 722 entrées               |                   |
| 28.        | Les Chouans                         |                                            | Henri Calef                     | 2 735 821 entrées |
| 29.        | Le Cygne noir                       |                                            | Henry King                      | 2 732 187 entrées |
| 30.        | Le Trésor de Tarzan                 | Richard Thorpe                             | 2 687 132 entrées               |                   |
| 31.        | Copie conforme                      |                                            | Jean Dréville                   | 2 653 474 entrées |
| 32.        | Vertiges                            | Richard Pottier                            | 2 637 338 entrées               |                   |
| 33.        | L'aventure vient de la mer          |                                            | Mitchell Leisen                 | 2 636 460 entrées |
| 34.        | L'Aigle noir                        |                                            | Riccardo Freda                  | 2 590 286 entrées |
| 35.        | Les Maudits                         |                                            | René Clément                    | 2 528 492 entrées |
| 36.        | Sciuscià                            |                                            | Vittorio De Sica                | 2 501 116 entrées |
| 37.        | Panique                             |                                            | Julien Duvivier                 | 2 493 526 entrées |
| 38.        | La Reine de Broadway                |                                            | Charles Vidor                   | 2 488 041 entrées |
| 39.        | Le Triomphe de Tarzan               | Wilhelm Thiele                             | 2 475 643 entrées               |                   |
| 40.        | Le Chevalier de la vengeance        | John Cromwell                              | 2 417 516 entrées               |                   |
| 41.        | Fantômas                            |                                            | Jean Sacha                      | 2 380 672 entrées |
| 42.        | La Caravane héroïque                |                                            | Michael Curtiz                  | 2 372 567 entrées |
| 43.        | Les Requins de Gibraltar            |                                            | Émile-Edwin Reinert             | 2 318 711 entrées |
| 44.        | Buffalo Bill                        |                                            | William A. Wellman              | 2 293 272 entrées |
| 45.        | Les Naufrageurs des mers du Sud     | Cecil B. DeMille                           | 2 250 755 entrées               |                   |
| 46.        | La Chanson du souvenir              | Charles Vidor                              | 2 217 341 entrées               |                   |
| 47.        | Cape et Poignard                    | Fritz Lang                                 | 2 187 855 entrées               |                   |
| 48.        | Contre-enquête                      |                                            | Jean Faurez                     | 2 186 778 entrées |
| 49.        | Le Fantôme de l'Opéra               |                                            | Arthur Lubin                    | 2 184 493 entrées |
| 50.        | La Charge fantastique               | Raoul Walsh                                | 2 147 663 entrées               |                   |
| 51.        | La terre sera rouge                 |                                            | Bodil Ipsen / Lau Lauritzen Jr. | 2 139 700 entrées |
| 52.        | Gilda                               |                                            | Charles Vidor                   | 2 125 006 entrées |
| 53.        | Jeux dangereux                      | Ernst Lubitsch                             | 2 077 421 entrées               |                   |
| 54.        | Inspecteur Sergil                   |                                            | Jacques Daroy                   | 2 011 758 entrées |